# Okręg wyborczy nr 41 do Senatu Rzeczypospolitej Polskiej
Okręg wyborczy nr 41 do Senatu Rzeczypospolitej Polskiej obejmuje obszar powiatów grodziskiego, otwockiego, piaseczyńskiego i pruszkowskiego (województwo mazowieckie). Wybierany jest w nim 1 senator na zasadzie większości względnej.
Utworzony został w 2011 na podstawie Kodeksu wyborczego. Po raz pierwszy zorganizowano w nim wybory 9 października 2011. Wcześniej obszar okręgu nr 41 należał do okręgu nr 19.
Siedzibą okręgowej komisji wyborczej jest Warszawa.

## Reprezentanci okręgu
| Rok | Rok  | Senator             | Komitet wyborczy                                                           |
| --- | ---- | ------------------- | -------------------------------------------------------------------------- |
|     | 2011 | Łukasz Abgarowicz   | Platforma Obywatelska RP                                                   |
|     | 2015 | Konstanty Radziwiłł | Prawo i Sprawiedliwość                                                     |
|     | 2019 | Michał Kamiński     | Polskie Stronnictwo Ludowe                                                 |
|     | 2023 | Michał Kamiński     | KKW Trzecia Droga Polska 2050 Szymona Hołowni – Polskie Stronnictwo Ludowe |

## Wyniki wyborów
Symbolem „●” oznaczono senatora ubiegającego się o reelekcję.

### Wybory parlamentarne 2011
| Kandydat                                                                                      | Kandydat                  | Komitet wyborczy                           | Głosów  | Głosów | Głosów |
| Kandydat                                                                                      | Kandydat                  | Komitet wyborczy                           | Liczba  | %      | +/–    |
| --------------------------------------------------------------------------------------------- | ------------------------- | ------------------------------------------ | ------- | ------ | ------ |
|                                                                                               | Łukasz Abgarowicz ●       | Platforma Obywatelska RP                   | 105 825 | 44,81  | –      |
|                                                                                               | Nelli Rokita-Arnold       | Prawo i Sprawiedliwość                     | 63 871  | 27,04  | –      |
|                                                                                               | Dariusz Grajda            | Polskie Stronnictwo Ludowe                 | 30 169  | 12,77  | –      |
|                                                                                               | Grzegorz Kostrzewa-Zorbas | KWW Unia Prezydentów – Obywatele do Senatu | 23 865  | 10,10  | –      |
|                                                                                               | Andrzej Anusz             | Polska Partia Pracy – Sierpień 80          | 12 444  | 5,27   | –      |
| Frekwencja: 59,85% Liczba głosów ważnych: 236 174 (96,76%) Źródło: Państwowa Komisja Wyborcza |                           |                                            |         |        |        |

● Łukasz Abgarowicz reprezentował w Senacie VII kadencji (2007–2011) okręg nr 19.

### Wybory parlamentarne 2015
| Kandydat                                                                                      | Kandydat            | Komitet wyborczy                             | Głosów | Głosów | Głosów |
| Kandydat                                                                                      | Kandydat            | Komitet wyborczy                             | Liczba | %      | +/–    |
| --------------------------------------------------------------------------------------------- | ------------------- | -------------------------------------------- | ------ | ------ | ------ |
|                                                                                               | Konstanty Radziwiłł | Prawo i Sprawiedliwość                       | 99 875 | 39,50  | +12,46 |
|                                                                                               | Roman Giertych      | Obywatelski KWW Romana Giertycha             | 51 289 | 20,29  | –      |
|                                                                                               | Rafał Jaszczak      | Nowoczesna Ryszarda Petru                    | 49 891 | 19,73  | –      |
|                                                                                               | Monika Płatek       | KKW Zjednoczona Lewica SLD+TR+PPS+UP+Zieloni | 33 155 | 13,11  | –      |
|                                                                                               | Robert Smoktunowicz | KWW Roberta Macieja Smoktunowicza            | 9875   | 3,91   | –      |
|                                                                                               | Ireneusz Kozera     | KWW Kozera Ireneusz do Senatu                | 8741   | 3,46   | –      |
| Frekwencja: 61,93% Liczba głosów ważnych: 252 826 (96,96%) Źródło: Państwowa Komisja Wyborcza |                     |                                              |        |        |        |

### Wybory parlamentarne 2019
| Kandydat                                                                                      | Kandydat              | Komitet wyborczy           | Głosów  | Głosów | Głosów |
| Kandydat                                                                                      | Kandydat              | Komitet wyborczy           | Liczba  | %      | +/–    |
| --------------------------------------------------------------------------------------------- | --------------------- | -------------------------- | ------- | ------ | ------ |
|                                                                                               | Michał Kamiński       | Polskie Stronnictwo Ludowe | 176 496 | 58,56  | –      |
|                                                                                               | Konstanty Radziwiłł ● | Prawo i Sprawiedliwość     | 124 885 | 41,44  | +1,94  |
| Frekwencja: 72,27% Liczba głosów ważnych: 301 381 (96,74%) Źródło: Państwowa Komisja Wyborcza |                       |                            |         |        |        |

### Wybory parlamentarne 2023
| Kandydat                                                                                      | Kandydat          | Komitet wyborczy                                                           | Głosów  | Głosów | Głosów |
| Kandydat                                                                                      | Kandydat          | Komitet wyborczy                                                           | Liczba  | %      | +/–    |
| --------------------------------------------------------------------------------------------- | ----------------- | -------------------------------------------------------------------------- | ------- | ------ | ------ |
|                                                                                               | Michał Kamiński ● | KKW Trzecia Droga Polska 2050 Szymona Hołowni – Polskie Stronnictwo Ludowe | 198 074 | 53,44  | –5,12  |
|                                                                                               | Barbara Socha     | Prawo i Sprawiedliwość                                                     | 108 830 | 29,36  | –12,08 |
|                                                                                               | Paweł Walo        | Konfederacja Wolność i Niepodległość                                       | 34 945  | 9,43   | –      |
|                                                                                               | Łukasz Malczyk    | Bezpartyjni Samorządowcy                                                   | 28 821  | 7,78   | –      |
| Frekwencja: 83,33% Liczba głosów ważnych: 370 670 (98,63%) Źródło: Państwowa Komisja Wyborcza |                   |                                                                            |         |        |        |